# دونسه
دونسه (به سوئدی: Donsö) یک منطقهٔ مسکونی در سوئد است که در بخش یوتبری واقع شده‌است. دونسه ۰٫۹۷ کیلومتر مربع مساحت و ۱٬۴۰۷ نفر جمعیت دارد.